# 小叶毛兰
小叶毛兰（学名：Eria microphylla）为兰科毛兰属下的一个种。其种加词microphylla，意为“小叶的”。